# 沙鮭鱸
沙鮭鱸為輻鰭魚綱鮭鱸目鮭鱸科鲑鲈属的其中一種，分布於北美洲美國哥倫比亞河流域，體長可達9.6公分。生活在靜止水域或水塘，屬肉食性。